# Enrico V di Lussemburgo
Enrico V "il Biondo" di Limburgo detto anche il Grande (1216 circa – Magonza, 24 dicembre 1281) fu conte di Lussemburgo, di La Roche, di Arlon, dal 1247 alla sua morte e fu anche marchese di Namur (Enrico III) dal 1256 al 1264.

## Origine
Enrico, secondo la Histoire du Limbourg, vol VI: Codex diplomaticus Valkenburgensis, era figlio del Duca di Limburgo e Conte di Arlon, Valerano III e della sua seconda moglie, la contessa di Lussemburgo, di La Roche e di Durbuy, Ermesinda, che, secondo il Gisleberti Chronicon Hanoniense, era figlia del conte di Lussemburgo e di Namur, Enrico IV e della sua seconda moglie, Agnese di Gheldria, figlia di Enrico I, Conte di Gheldria e Agnese di Arnstein.
Valerano III di Limburgo, secondo la Chronica Albrici Monachi Trium Fontium era figlio del Duca di Limburgo e Conte di Arlon, Enrico III e della moglie (come ci viene confermato dal documento n° LXVII della Histoire du Limbourg, vol VI: Codex diplomaticus Valkenburgensis, datato 1178), Sofia di Saarbrücken, figlia del conte di Saarbrücken, Simone I e della moglie Mechilde.

## Biografia
Anche sua madre era al suo secondo matrimonio: aveva sposato, in prime nozze, il conte di Bar Tebaldo I di cui rimase vedova.
Dopo essere divenuto conte consorte di Lussemburgo, secondo John Allyne Gade nel suo Luxembourg in the Middle Ages (non consultato), suo padre Valerano nel 1214 e nel 1223 si scontrò con i marchesi di Namur, in quanto sua madre Emersenda aveva pretese dinastiche su quel marchesato. Senza avere ottenuto la vittoria fu costretto a firmare la pace di Dinant nel febbraio del 1223.
Secondo John Allyne Gade, nel suo Luxembourg in the Middle Ages (non consultato), Valerano aderì alla sesta crociata indetta nel 1224 da Papa Onorio III e, nel 1225, raggiunse l'imperatore Federico II di Svevia nel regno di Sicilia. Dato che la partenza per la crociata venne rimandata Valerano decise di rientrare nel suo ducato, ma durante il viaggio di ritorno morì a Cremona. Secondo il Chronicon Lamberti Parvi, a Reinerio Monacho Continuatum, 1225, Veterum Scriptorum, Tome V (non consultato), Valerano morì nel 1225, mentre secondo la Chronica Albrici Monachi Trium Fontium Valerano (Walerannus de Ardenna dux) morì nel 1226 cinque anni dopo il padre (Henricus de Lemborg), e fu tumulato nell'abbazia di Rolduc a Kerkrade. Come duca di Limburgo gli succedette il figlio di primo letto, Enrico.
Sua madre Ermesinda morì nel 1247. Ancora John Allyne Gade, nel suo Luxembourg in the Middle Ages (non consultato), ci informa che all'atto del suo secondo matrimonio Ermesinda aveva ricevuto la sovranità su Arlon e che dopo la sua morte fu inumata a Clairefontaine.
 A Ermesinda, nella contea di Lussemburgo, come ci viene confermato dalla Histoire ecclésiastique et civile du duché de Luxembourg et comté ..., Volume 4, succedette Enrico "il Biondo".
Nel 1249 Enrico stipulò un'alleanza con il duca di Lorena, Mattia II, marito di sua sorella Caterina.
Nel 1256 Enrico, approfittando del fatto che il marchese Baldovino II di Costantinopoli, che era anche imperatore latino di Costantinopoli, si trovava in oriente, conquistò il marchesato di Namur, occupando Namur il giorno di Natale e fu acclamato conte.
Nel 1263 Baldovino II, che aveva perduto Costantinopoli e non riusciva a conquistare Namur, vendette al Conte di Fiandra, Guido di Dampierre la contea di Namur; dopo avere tentato di riconquistare la contea Guido, che, secondo il Iohannis de Thilrode Chronicon, nel frattempo era rimasto vedovo della prima moglie, Matilde de Béthune, concluse la pace, che prevedeva il matrimonio di Guido con la figlia di Enrico V, Isabella, che avrebbe portato in dote la contea di Namur; secondo la Histoire ecclésiastique et civile du duché de Luxembourg et comté ..., Volume 5, solo nel 1264, Enrico cedette il marchesato alla figlia, dopo che era stata sposata da Guido di Dampierre.
Nel 1265 Enrico stipulò un'alleanza con il nipote, il duca di Lorena Federico III, figlio di sua sorella Caterina, che si opponeva alla nomina del vescovo di Metz fatta dal papa Urbano IV; la disputa continuò con il successore di Urbano IV, papa Clemente IV, che era sostenuto dal conte di Bar. Nel 1266 vi fu guerra tra Enrico e il conte di Bar, nel corso della quale Enrico fu fatto prigioniero e si giunse a un accordo di pace del 1268, tramite l'intervento del re di Francia San Luigi IX.
Nel 1270 Enrico decise di partecipare alla ottava crociata e fece testamento.
Enrico partecipò alla ottava crociata, arrivando a Tunisi dopo che San Luigi IX era morto, allora seguì il principe Edoardo d'Inghilterra in quella che è considerata la nona crociata e, tra il 1271 e il 1272, combatté in Palestina, a San Giovanni d'Acri e Jaffa subendo diverse sconfitte.
Enrico, secondo la Histoire ecclésiastique et civile du duché de Luxembourg et comté ..., Volume 5, morì, dopo il suo ritorno nella contea di Lussemburgo, nel 1274, fu inumato nell'abbazia di Clairefontaine, oggi inglobata nel comune di Arlon, dove fu raggiunto, un anno dopo, dalla moglie Margherita di Bar. Secondo altri storici Enrico morì nel 1281, a Magonza.
Gli succedette il figlio Enrico, come Enrico VI di Lussemburgo.

## Matrimonio e discendenza
Secondo la Histoire généalogique de la maison royale de Dreux (Paris), Luxembourg Enrico aveva sposato Margherita di Bar (1220 - 1275), figlia Enrico II di Bar conte di Bar e di Filippa di Dreux, pronipote del re Luigi VI di Francia, era figlia di Roberto II di Dreux e di Yolanda di Coucy. Il fidanzamento tra Enrico e Margherita era stato concordato dalle famiglie, nel 1231. Il matrimonio fu celebrato nel 1240 e Margherita di Bar portò in dote la signoria di Ligny. Margherita morì il 23 novembre 1275 e fu inumata accanto al marito nell'abbazia di Clairefontaine, oggi inglobata nel comune di Arlon.
Enrico dalla moglie, Margherita, ebbe sei figli:
- Enrico (1250-88), che succedette al padre come conte di Lussemburgo[26]
- Valerano († 1288), signore di Ligny, Roussy e La Roche[26]
- Isabella(1247-1298), che sposò Guido di Dampierre[32]
- Filippa[26] (1252-1311), che sposò Giovanni II, conte d'Olanda, come ci viene confermato dalla Chronologia Johannes de Bek[33]
- Margherita († 1302)[34], signora di Grevenmacher
- Giovanna († 1310), che divenne badessa dell'abbazia di Clairefontaine.

Enrico da una o più amanti di cui non si conoscono né i nomi né gli ascendenti ebbe tre figli illegittimi:
- Enrico († 1288)[26]
- Baldovino (o Giovanni) († 1288)[26]
- Rodolfo († 1366 circa).

## Ascendenza
|                          |                     |                                             | Genitori                 |  |  | Nonni |  |  | Bisnonni              |  |  | Trisnonni               |  |
|                          |                     |                                             |                          |  |  |       |  |  | Enrico II di Limburgo |  |  | Valerano II di Limburgo |  |
|                          |                     |                                             |                          |  |  |       |  |  | Enrico II di Limburgo |  |  | Valerano II di Limburgo |  |
|                          |                     | Giuditta von Wassenberg                     |                          |  |  |       |  |  | Enrico II di Limburgo |  |  |                         |  |
| Enrico III di Limburgo   |                     |                                             |                          |  |  |       |  |  | Enrico II di Limburgo |  |  |                         |  |
|                          |                     | Matilde di Saffenberg                       | Adolfo di Saffenberg     |  |  |       |  |  |                       |  |  |                         |  |
|                          |                     | Matilde di Saffenberg                       | Adolfo di Saffenberg     |  |  |       |  |  |                       |  |  |                         |  |
|                          |                     | Matilde di Saffenberg                       |                          |  |  |       |  |  |                       |  |  |                         |  |
| Valerano III di Limburgo |                     | Matilde di Saffenberg                       |                          |  |  |       |  |  |                       |  |  |                         |  |
|                          |                     | Simone I di Saarbrücken                     | Federico di Saarbrücken  |  |  |       |  |  |                       |  |  |                         |  |
|                          |                     | Simone I di Saarbrücken                     | Federico di Saarbrücken  |  |  |       |  |  |                       |  |  |                         |  |
|                          |                     | Simone I di Saarbrücken                     | Gisela di Lorena         |  |  |       |  |  |                       |  |  |                         |  |
| Sofia di Saarbrücken     |                     | Simone I di Saarbrücken                     |                          |  |  |       |  |  |                       |  |  |                         |  |
|                          |                     | Mechilde di Sponheim                        | Meginhard di Sponheim    |  |  |       |  |  |                       |  |  |                         |  |
|                          |                     | Mechilde di Sponheim                        | Meginhard di Sponheim    |  |  |       |  |  |                       |  |  |                         |  |
|                          |                     | Mechilde di Sponheim                        | Mechilde di Mörsberg     |  |  |       |  |  |                       |  |  |                         |  |
| Enrico V di Lussemburgo  |                     | Mechilde di Sponheim                        |                          |  |  |       |  |  |                       |  |  |                         |  |
|                          | Goffredo I di Namur | Alberto III di Namur                        |                          |  |  |       |  |  |                       |  |  |                         |  |
|                          | Goffredo I di Namur | Alberto III di Namur                        |                          |  |  |       |  |  |                       |  |  |                         |  |
|                          | Goffredo I di Namur | Ida di Sassonia                             |                          |  |  |       |  |  |                       |  |  |                         |  |
| Enrico IV di Lussemburgo | Goffredo I di Namur |                                             |                          |  |  |       |  |  |                       |  |  |                         |  |
|                          |                     | Ermesinde di Lussemburgo, contessa di Namur | Corrado I di Lussemburgo |  |  |       |  |  |                       |  |  |                         |  |
|                          |                     | Ermesinde di Lussemburgo, contessa di Namur | Corrado I di Lussemburgo |  |  |       |  |  |                       |  |  |                         |  |
|                          |                     | Ermesinde di Lussemburgo, contessa di Namur | Clemenza d'Aquitania     |  |  |       |  |  |                       |  |  |                         |  |
| Ermesinda di Lussemburgo |                     | Ermesinde di Lussemburgo, contessa di Namur |                          |  |  |       |  |  |                       |  |  |                         |  |
|                          |                     | Enrico I di Gheldria                        | Gerardo II di Gheldria   |  |  |       |  |  |                       |  |  |                         |  |
|                          |                     | Enrico I di Gheldria                        | Gerardo II di Gheldria   |  |  |       |  |  |                       |  |  |                         |  |
|                          |                     | Enrico I di Gheldria                        | Ermengarda di Zutphen    |  |  |       |  |  |                       |  |  |                         |  |
| Agnese di Gheldria       |                     | Enrico I di Gheldria                        |                          |  |  |       |  |  |                       |  |  |                         |  |
|                          |                     | Agnese d'Arnstein                           |                          |  |  |       |  |  |                       |  |  |                         |  |
|                          |                     |                                             |                          |  |  |       |  |  |                       |  |  |                         |  |
|                          |                     |                                             |                          |  |  |       |  |  |                       |  |  |                         |  |
|                          |                     |                                             |                          |  |  |       |  |  |                       |  |  |                         |  |

### Letteratura storiografica
- Austin Lane Poole, "L'interregno in Germania", cap. IV, vol. V (Il trionfo del papato e lo sviluppo comunale) della Storia del mondo medievale, 1999, pp. 128–152
- (LA)  Histoire du Limbourg, vol VI: Codex diplomaticus Valkenburgensis.
- (LA)  Histoire du Limbourg, vol VII: Annales Rodensis.
- (FR)  Histoire du Limbourg, vol.III: Codex diplomaticus Dalemensis.
- (FR)  Histoire ecclésiastique et civile du duché de Luxembourg et comté ..., Volume 4.
- (FR)  Histoire ecclésiastique et civile du duché de Luxembourg et comté ..., Volume 5.
- (FR)  Histoire généalogique de la maison royale de Dreux (Paris), Luxembourg.